# Lijst van voetbalinterlands El Salvador - Mexico
Deze lijst van voetbalinterlands is een overzicht van alle officiële voetbalwedstrijden tussen de nationale teams van El Salvador en Mexico. De Midden-Amerikaanse landen speelden tot op heden 36 keer tegen elkaar, te beginnen met een vriendschappelijke wedstrijd in San Salvador op 27 maart 1935. Het laatste duel, een kwalificatiewedstrijd voor het Wereldkampioenschap voetbal 2022, vond plaats op 30 maart 2022 in Mexico-Stad.

## Wedstrijden
| №  | Plaats         | Datum            | Competitie                  | Wedstrijd            | Uitslag |
| -- | -------------- | ---------------- | --------------------------- | -------------------- | ------- |
| 1  | San Salvador   | 27 maart 1935    | Vriendschappelijk           | El Salvador – Mexico | 1 – 8   |
| 2  | Panama-Stad    | 18 februari 1938 | Vriendschappelijk           | Mexico – El Salvador | 6 – 0   |
| 3  | Guatemala-Stad | 28 maart 1965    | CONCACAF-kampioenschap 1965 | Mexico – El Salvador | 2 – 0   |
| 4  | Mexico-Stad    | 7 juni 1970      | WK 1970                     | Mexico – El Salvador | 4 – 0   |
| 5  | Mexico-Stad    | 12 oktober 1977  | WK 1978 kwalificatie        | Mexico – El Salvador | 3 – 1   |
| 6  | San Salvador   | 15 februari 1978 | Vriendschappelijk           | El Salvador – Mexico | 1 – 5   |
| 7  | San Salvador   | 4 december 1979  | Vriendschappelijk           | El Salvador – Mexico | 0 – 2   |
| 8  | Texcoco        | 18 december 1979 | Vriendschappelijk           | Mexico – El Salvador | 1 – 1   |
| 9  | Tegucigalpa    | 6 november 1981  | WK 1982 kwalificatie        | Mexico – El Salvador | 0 – 1   |
| 10 | Los Angeles    | 25 oktober 1983  | Vriendschappelijk           | Mexico – El Salvador | 5 – 0   |
| 11 | Los Angeles    | 11 oktober 1984  | Vriendschappelijk           | Mexico – El Salvador | 1 – 0   |
| 12 | Los Angeles    | 13 januari 1987  | Vriendschappelijk           | Mexico – El Salvador | 3 – 1   |
| 13 | Los Angeles    | 23 februari 1989 | Vriendschappelijk           | Mexico – El Salvador | 2 – 0   |
| 14 | San Salvador   | 26 juli 1992     | Vriendschappelijk           | El Salvador − Mexico | 1 − 2   |
| 15 | Los Angeles    | 7 oktober 1992   | Vriendschappelijk           | Mexico – El Salvador | 2 – 0   |
| 16 | San Salvador   | 4 april 1993     | WK 1994 kwalificatie        | El Salvador – Mexico | 2 – 1   |
| 17 | Mexico-Stad    | 18 april 1993    | WK 1994 kwalificatie        | Mexico – El Salvador | 3 – 1   |
| 18 | Los Angeles    | 20 november 1996 | Vriendschappelijk           | Mexico – El Salvador | 3 – 1   |
| 19 | San Salvador   | 8 juni 1997      | WK 1998 kwalificatie        | El Salvador – Mexico | 0 – 1   |
| 20 | Mexico-Stad    | 5 oktober 1997   | WK 1998 kwalificatie        | Mexico – El Salvador | 5 – 0   |
| 21 | Los Angeles    | 17 november 1998 | Vriendschappelijk           | Mexico – El Salvador | 2 – 0   |
| 22 | San Francisco  | 1 juli 2000      | Vriendschappelijk           | Mexico – El Salvador | 3 – 0   |
| 23 | Puebla         | 31 oktober 2001  | Vriendschappelijk           | Mexico – El Salvador | 4 – 1   |
| 24 | Pasadena       | 19 januari 2002  | CONCACAF Gold Cup 2002      | El Salvador – Mexico | 0 – 1   |
| 25 | Los Angeles    | 6 juli 2003      | Vriendschappelijk           | Mexico – El Salvador | 1 – 2   |
| 26 | San Salvador   | 6 juni 2009      | WK 2010 kwalificatie        | El Salvador – Mexico | 2 – 1   |
| 27 | Mexico-Stad    | 10 oktober 2009  | WK 2010 kwalificatie        | Mexico – El Salvador | 4 – 1   |
| 28 | Dallas         | 5 juni 2011      | CONCACAF Gold Cup 2011      | Mexico – El Salvador | 5 – 0   |
| 29 | San Salvador   | 12 juni 2012     | WK 2014 kwalificatie        | El Salvador – Mexico | 1 – 2   |
| 30 | Torreón        | 16 oktober 2012  | WK 2014 kwalificatie        | Mexico – El Salvador | 2 – 0   |
| 31 | Mexico-Stad    | 13 november 2015 | WK 2018 kwalificatie        | Mexico − El Salvador | 3 − 0   |
| 32 | San Salvador   | 2 september 2016 | WK 2018 kwalificatie        | El Salvador − Mexico | 1 − 3   |
| 33 | San Diego      | 9 juli 2017      | CONCACAF Gold Cup 2017      | Mexico − El Salvador | 3 − 1   |
| 34 | Dallas         | 18 juli 2021     | CONCACAF Gold Cup 2021      | Mexico − El Salvador | 1 − 0   |
| 35 | San Salvador   | 13 oktober 2021  | WK 2022 kwalificatie        | El Salvador − Mexico | 0 − 2   |
| 36 | Mexico-Stad    | 30 maart 2022    | WK 2022 kwalificatie        | Mexico − El Salvador | 2 − 0   |

## Samenvatting
| Competitie        | Totaal gespeeld | Winst El Salvador | Gelijk | Winst Mexico | Doelsaldo El Salvador – Mexico |
| ----------------- | --------------- | ----------------- | ------ | ------------ | ------------------------------ |
| WK-eindronde      | 1               | 0                 | 0      | 1            | 0 − 4                          |
| WK-kwalificatie   | 14              | 3                 | 0      | 11           | 10 − 32                        |
| CONCACAF Gold Cup | 5               | 0                 | 0      | 5            | 1 − 12                         |
| Vriendschappelijk | 16              | 1                 | 1      | 14           | 9 − 50                         |
| Totaal            | 36              | 4                 | 1      | 31           | 20 − 98                        |

Wedstrijden bepaald door strafschoppen worden, in lijn met de FIFA, als een gelijkspel gerekend.

## Details

### Zevende ontmoeting
| Vriendschappelijk (San Salvador, El Salvador, 4 december 1979): |       |                                   |
| El Salvador                                                     | 0 – 2 | Mexico                            |
|                                                                 | goals | 13' Hugo Sánchez 34' Hugo Sánchez |

### Achtste ontmoeting
| Vriendschappelijk (Texcoco, Mexico, 18 december 1979): |       |                     |
| Mexico                                                 | 1 – 1 | El Salvador         |
| Hugo Sánchez 63' (pen.)                                | goals | 14' Mágico González |

### 28ste ontmoeting
| CONCACAF Gold Cup 2011 (Dallas, Verenigde Staten, 5 juni 2011):                                              |       |             |
| Mexico | 5 – 0 | El Salvador |
| Efraín Juárez 55' Aldo de Nigris 58' Javier Hernández 60' Javier Hernández 67' Javier Hernández 90+5' (pen.) | goals |             |

### 29ste ontmoeting
| WK 2014 kwalificatie (San Salvador, El Salvador, 12 juni 2012): |       |                                    |
| El Salvador                                                     | 1 – 2 | Mexico                             |
| Alfredo Pacheco 65'                                             | goals | 60' Jesús Zavala 82' Héctor Moreno |

### 30ste ontmoeting
| WK 2014 kwalificatie (Torreón, Mexico-Stad, 16 oktober 2012): |       |             |
| Mexico                                                        | 2 – 0 | El Salvador |
| Oribe Peralta 64' Javier Hernández 85'                        | goals |             |

### 31ste ontmoeting
| WK 2018 kwalificatie (Mexico-Stad, Mexico-Stad, 13 november 2015):                                                                                       |       |             |
| Mexico | 3 – 0 | El Salvador |
| Andrés Guardado 7' Héctor Herrera 42' Carlos Vela 64' | goals |             |
| - Debuut van Luis Fuentes (Pumas UNAM) en Raúl López (CD Guadalajara) voor Mexico. - Eerste duel Mexico onder leiding van bondscoach Juan Carlos Osorio. |       |             |

FSF · A-internationals · Selecties · Bondscoaches · Statistieken · Salvadoraans vrouwenelftal ·  
Olympisch elftal · El Salvador U21 · El Salvador U19 · El Salvador U17
1920 – 1929 · 
1930 – 1939 · 
1940 – 1949 · 
1950 – 1959 · 
1960 – 1969 · 
1970 – 1979 · 
1980 – 1989 · 
1990 – 1999 · 
2000 – 2009 · 
2010 – 2019 ·
2020 − 2029
Gold Cup 1991 · 
Gold Cup 1993 · 
Gold Cup 1996 · 
Gold Cup 1998 · 
Gold Cup 2000 · 
Gold Cup 2002 · 
Gold Cup 2003 · 
Gold Cup 2005 · 
Gold Cup 2007 · 
Gold Cup 2009 · 
Gold Cup 2011 · 
Gold Cup 2013
WK 1970 · 
WK 1982
OS 1968
1921 · 
1922–1927 · 
1928 · 
1929 · 
1930 · 
1931–1934 · 
1935 · 
1936–1937 · 
1938 · 
1939–1940 · 
1941 · 
1942 · 
1943 · 
1944–1945 · 
1946 · 
1947 · 
1948 · 
1949 · 
1950 · 
1951–1952 · 
1953 · 
1954 · 
1955 · 
1955–1960 · 
1961 · 
1962 · 
1963 · 
1964 · 
1965 · 
1966 · 
1967 · 
1968 · 
1969 · 
1970 · 
1971 · 
1972 · 
1973 · 
1974 · 
1975 · 
1976 · 
1977 · 
1978 · 
1979 · 
1980 · 
1981 · 
1982 · 
1983 · 
1984 · 
1985 · 
1986 · 
1987 · 
1988 · 
1989 · 
1990 · 
1991 · 
1992 · 
1993 · 
1994 · 
1995 · 
1996 · 
1997 · 
1998 · 
1999 · 
2000 · 
2000 · 
2001 · 
2002 · 
2003 · 
2004 · 
2005 · 
2006 · 
2007 · 
2008 · 
2009 · 
2010 · 
2011 · 
2012 · 
2013 ·
2014 ·
2015 ·
2016 ·
2017 ·
2018 ·
2019 ·
2020 ·
2021 ·
2022 ·
2023
Amerikaanse Maagdeneilanden ·
Anguilla ·
Antigua en Barbuda ·
Argentinië ·
Armenië ·
Aruba ·
Barbados ·
België ·
Belize ·
Bermuda ·
Bolivia ·
Brazilië ·
Canada ·
Chili ·
China ·
Colombia ·
Costa Rica ·
Cuba ·
Curaçao ·
Dominicaanse Republiek ·
Ecuador ·
Estland ·
GOS ·
Grenada ·
Griekenland ·
Guatemala ·
Guyana ·
Haïti ·
Honduras ·
Hongarije ·
IJsland ·
Ivoorkust ·
Jamaica ·
Japan ·
Joegoslavië ·
Kaaimaneilanden ·
Mexico ·
Moldavië · 
Montserrat ·
Nederlandse Antillen ·
Nicaragua ·
Nieuw-Zeeland ·
Panama ·
Paraguay ·
Peru ·
Puerto Rico ·
Qatar ·
Rusland ·
Saint Kitts en Nevis ·
Saint Lucia ·
Saint Vincent en de Grenadines ·
Sovjet-Unie ·
Spanje ·
Suriname ·
Trinidad en Tobago ·
Venezuela ·
Verenigde Staten ·
Zuid-Korea
FMF · A-internationals · Selecties · Bondscoaches · Statistieken · Mexicaans vrouwenelftal · Olympisch elftal · Mexico U21 · Mexico U20 · Mexico U19 · Mexico U18 · Mexico U17
1920 – 1949 ·
1950 – 1969 ·
1970 – 1979 ·
1980 – 1989 ·
1990 – 1999 ·
2000 – 2009 ·
2010 – 2019 ·
2020 – 2029
Copa América 1993 ·
Copa América 1995 ·
Copa América 1997 ·
Copa América 1999 ·
Copa América 2001 ·
Copa América 2004 ·
Copa América 2007 ·
Copa América 2011 ·
Copa América 2015 · 
Copa América 2016
WK 1930 ·
WK 1950 ·
WK 1954 ·
WK 1958 ·
WK 1962 ·
WK 1966 ·
WK 1970 ·
WK 1978 ·
WK 1986 ·
WK 1994 ·
WK 1998 ·
WK 2002 ·
WK 2006 ·
WK 2010 ·
WK 2014 · 
WK 2018
OS 1928 ·
OS 1948 ·
OS 1964 ·
OS 1968 ·
OS 1972 ·
OS 1976 ·
OS 1992 ·
OS 1996 ·
OS 2004 ·
OS 2012 ·
OS 2016 ·
OS 2020
1923 ·
1924–1927 ·
1928 ·
1929 ·
1930 ·
1931–1933 ·
1934 ·
1935 ·
1936 ·
1937 ·
1938 ·
1939–1946 ·
1947 ·
1948 ·
1949 ·
1950 ·
1951 ·
1952 ·
1953 ·
1954 ·
1955 ·
1956 ·
1957 ·
1958 ·
1959 ·
1960 ·
1961 ·
1962 ·
1963 ·
1964 ·
1965 ·
1966 ·
1967 ·
1968 ·
1969 ·
1970 · 
1971 · 
1972 · 
1973 · 
1974 · 
1975 · 
1976 · 
1977 · 
1978 · 
1979 · 
1980 · 
1981 · 
1982 · 
1983 · 
1984 · 
1985 · 
1986 · 
1987 · 
1988 · 
1989 · 
1990 · 
1991 · 
1992 · 
1993 · 
1994 · 
1995 · 
1996 · 
1997 · 
1998 · 
1999 · 
2000 · 
2001 · 
2002 · 
2003 · 
2004 · 
2005 · 
2006 · 
2007 · 
2008 · 
2009 · 
2010 · 
2011 · 
2012 · 
2013 · 
2014 · 
2015 · 
2016 ·
2017 ·
2018 ·
2019 ·
2020 ·
2021 ·
2022 ·
2023
Albanië ·
Algerije ·
Angola ·
Argentinië ·
Australië ·
België ·
Belize ·
Bermuda ·
Bolivia ·
Bosnië en Herzegovina ·
Brazilië ·
Bulgarije ·
Canada ·
Chili ·
China ·
Colombia ·
Congo-Kinshasa ·
Costa Rica ·
Cuba ·
Curaçao ·
DDR ·
Denemarken ·
Dominica ·
Duitsland ·
Ecuador ·
Egypte ·
El Salvador ·
Engeland ·
Estland ·
Fiji ·
Finland ·
Frankrijk ·
Gambia ·
Ghana ·
Griekenland ·
Guatemala ·
Guyana ·
Haïti ·
Honduras ·
Hongarije ·
Ierland ·
IJsland ·
Irak ·
Iran ·
Israël ·
Italië ·
Ivoorkust ·
Jamaica ·
Japan ·
Joegoslavië ·
Kameroen ·
Kroatië ·
Liberia ·
Luxemburg ·
Marokko ·
Martinique ·
Nederland ·
Nederlandse Antillen ·
Nicaragua ·
Nieuw-Zeeland ·
Nigeria ·
Noord-Ierland ·
Noord-Korea ·
Noorwegen ·
Oekraïne ·
Oezbekistan ·
Panama ·
Paraguay ·
Peru ·
Polen ·
Portugal ·
Qatar ·
Roemenië ·
Rusland ·
Saint Kitts en Nevis ·
Saint Vincent en de Grenadines ·
Saoedi-Arabië ·
Schotland ·
Senegal ·
Servië ·
Slovenië ·
Slowakije ·
Sovjet-Unie ·
Spanje ·
Suriname ·
Trinidad en Tobago ·
Tsjechië ·
Tsjecho-Slowakije ·
Tunesië ·
Uruguay ·
Venezuela ·
Verenigde Staten ·
Wales ·
Wit-Rusland ·
Zuid-Afrika ·
Zuid-Korea ·
Zweden ·
Zwitserland
Angola (2006) ·
Argentinië (2006) ·
Brazilië (1999) ·
Brazilië (2014) ·
Brazilië (2018) ·
Duitsland (2018) ·
Frankrijk (2010) ·
Iran (2006) ·
Kameroen (2014) ·
Kroatië (2014) ·
Nederland (2014) ·
Portugal (2006) ·
Uruguay (2010) ·
Zuid-Afrika (2010) ·
Zuid-Korea (2018) ·
Zweden (2018)